# Ray Barbuti
Ray Barbuti   (Nova York, 12 de juny de 1905 - Pittsfield, 8 de juliol de 1988) va ser un futbolista americà i atleta estatunidenc, especialista en curses de velocitat, que va competir durant la dècada de 1920.
S'inicià en el futbol americà mentre estudiava secundària. Un cop a la Universitat de Syracuse compaginà el futbol americà amb l'atletisme, tot guanyant el campionat IC4A dels 400 metres de 1928 i el de l'AAU dels 400 metres del mateix any.
El 1928 va prendre part en els Jocs Olímpics d'Estiu d'Amsterdam, on va disputar dues proves del programa d'atletisme. En ambdues, els 400 metres i els 4x400 metres, guanyà la medalla d'or. En la final dels 4x400 metres va establir un nou rècord mundial, que seria millorat una setmana més tard a Londres.
Durant la Segona Guerra Mundial va servir al 83è Esquadró de Bombardeig de la Força Aèria dels Estats Units. Va ser guardonat amb la Medalla de l'Aire i l'Estrella de Bronze. Es va retirar amb el grau de major.

## Millors marques
- 400 metres llisos. 47.8" (1928)[3]